# Gilles Binchois
Gilles Binchois, również Gilles de Binche, Gilles de Bins (ur. ok. 1400 w Mons, zm. 20 września 1460 w Soignies) – franko–flamandzki kompozytor okresu renesansu.
Syn Jeana i Johanny de Binche. Wychowywał się na dworze Wilhelma IV i Jacqueline de Bavière w Mons. Jeden z trzech najsławniejszych kompozytorów wczesnego XV wieku.
Nieznane są losy Gilles’a do czasu, gdy w 1419 został organistą w kościele St-Waudru w Mons. Około 1424 przebywał w Paryżu i Anglii w służbie Williama de la Pole, hrabiego Suffolku. Około 1430 został członkiem kapeli na dworze burgundzkim, na którym przebywał do śmierci, doszedłszy do stanowiska drugiego kapelana. Ponadto otrzymał liczne prebendy jako kanonik w kościołach kolegialnych w Mons, Cassel, Soignies.
Był, obok Guillaume’a Dufaya najwybitniejszym przedstawicielem szkoły burgundzkiej. W przeciwieństwie do innych kompozytorów tej szkoły uprawiał głównie pieśń świecką. Jego kompozycje to 54 chansons z tekstami francuskimi, rondeaux i ballady; części mszalne, magnifikaty, hymny, motety i inne. Chansons Binchoisa wydał W. Rehm.
„Wielkie znaczenie historyczne mają jego trzygłosowe pieśni świeckie”.